# Lamnay
Lamnay és un municipi francès situat al departament del Sarthe i a la regió de País del Loira. L'any 2007 tenia 866 habitants.

## Demografia

### Població
El 2007 la població de fet de Lamnay era de 866 persones. Hi havia 347 famílies de les quals 80 eren unipersonals (42 homes vivint sols i 38 dones vivint soles), 111 parelles sense fills, 141 parelles amb fills i 15 famílies monoparentals amb fills.
La població ha evolucionat segons el següent gràfic:
Habitants censats

### Habitatges
El 2007 hi havia 415 habitatges, 345 eren l'habitatge principal de la família, 38 eren segones residències i 32 estaven desocupats. 405 eren cases i 10 eren apartaments. Dels 345 habitatges principals, 262 estaven ocupats pels seus propietaris, 78 estaven llogats i ocupats pels llogaters i 5 estaven cedits a títol gratuït; 3 tenien una cambra, 16 en tenien dues, 59 en tenien tres, 110 en tenien quatre i 157 en tenien cinc o més. 282 habitatges disposaven pel capbaix d'una plaça de pàrquing. A 143 habitatges hi havia un automòbil i a 184 n'hi havia dos o més.

### Piràmide de població
La piràmide de població per edats i sexe el 2009 era:
| Homes | Edats   | Dones |
| ----- | ------- | ----- |
| 0     | 95 o +  | 0     |
| 0     | 90 a 94 | 4     |
| 4     | 85 a 89 | 0     |
| 8     | 80 a 84 | 4     |
| 12    | 75 a 79 | 16    |
| 20    | 70 a 74 | 16    |
| 12    | 65 a 69 | 24    |
| 32    | 60 a 64 | 12    |
| 12    | 55 a 59 | 16    |
| 12    | 50 a 54 | 20    |
| 28    | 45 a 49 | 12    |
| 32    | 40 a 44 | 36    |
| 40    | 35 a 39 | 20    |
| 28    | 30 a 34 | 20    |
| 24    | 25 a 29 | 36    |
| 20    | 20 a 24 | 16    |
| 36    | 15 a 19 | 32    |
| 20    | 10 a 14 | 24    |
| 20    | 5 a 9   | 16    |
| 16    | 0 a 4   | 12    |

## Economia
El 2007 la població en edat de treballar era de 541 persones, 417 eren actives i 124 eren inactives. De les 417 persones actives 399 estaven ocupades (212 homes i 187 dones) i 19 estaven aturades (5 homes i 14 dones). De les 124 persones inactives 62 estaven jubilades, 34 estaven estudiant i 28 estaven classificades com a «altres inactius».

### Ingressos
El 2009 a Lamnay hi havia 365 unitats fiscals que integraven 942 persones, la mediana anual d'ingressos fiscals per persona era de 16.935 €.

### Activitats econòmiques
Dels 23 establiments que hi havia el 2007, 1 era d'una empresa alimentària, 1 d'una empresa de fabricació de material elèctric, 4 d'empreses de fabricació d'altres productes industrials, 4 d'empreses de construcció, 5 d'empreses de comerç i reparació d'automòbils, 4 d'empreses de transport, 1 d'una empresa d'hostatgeria i restauració i 3 d'empreses immobiliàries.
Dels 4 establiments de servei als particulars que hi havia el 2009, 1 era un taller de reparació d'automòbils i de material agrícola, 1 guixaire pintor, 1 lampisteria i 1 restaurant.
Dels 4 establiments comercials que hi havia el 2009, 1 era una botiga de menys de 120 m², 1 una fleca, 1 una carnisseria i 1 una llibreria.
L'any 2000 a Lamnay hi havia 25 explotacions agrícoles que ocupaven un total de 1.424 hectàrees.

## Equipaments sanitaris i escolars
El 2009 hi havia una escola elemental.

## Poblacions més properes
El següent diagrama mostra les poblacions més properes.